# Rechtschreibprüfung

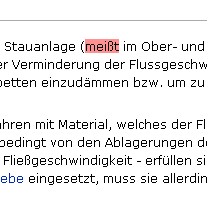
Monitoranzeige (zur manuellen Korrektur)

Rechtschreibprüfung bezeichnet softwaregestützte Verfahren zur Korrektur von Rechtschreib- oder Tippfehlern in elektronisch vorliegenden Texten. Einsatzzwecke sind die klassischen Officeprogramme, die bereits zuvor verwendeten Textverarbeitungsprogramme und Schreibmaschinen mit elektronischer Anzeige, die einen Druck nach Fertigstellung des gesamten Textes erlauben. Inzwischen werden auch Datenbanken, Webeditoren, E-Mail-Clients, Instant Messenger, Suchmaschinen und zahlreiche weitere Programme mit integrierten Rechtschreibprüfungen ausgestattet. Sprachliche Fehler werden entweder farblich markiert und lassen sich manuell aus bestimmten Vorschlägen verbessern oder werden bereits automatisch korrigiert (Autokorrektur).

## Rechtschreibprüfung früher
Bis in die 1990er Jahre wurde die Rechtschreibprüfung oft mithilfe einfacher Wortlisten realisiert, mit denen der geschriebene Text verglichen wurde. Dies erfordert keine komplexen Algorithmen, die in der Anfangszeit des Computers zu viel Rechenzeit erfordert hätten. Die Nachteile sind zahlreich. Zum einen werden zusammengesetzte Wörter generell als Fehler erkannt, sofern sie nicht ebenfalls in der Wortliste stehen. Auch Wörter mit Prä- und Suffixen, Partikeln usw. müssen in der Wortliste stehen, um nicht als Fehler markiert zu werden. Der begrenzte Speicher erforderte Kompromisse; gängige Zusammensetzungen wurden berücksichtigt, seltene nicht. Andere Wörter wie Komposita ohne Bindestrich hingegen werden fälschlicherweise als richtig eingestuft.

## Rechtschreibprüfung heute
Mit zunehmender Rechenleistung heutiger Computer werden bessere Rechtschreibprüfungen möglich, oft sogar mit Prüfung der Grammatik und der Worttrennung.

### Orthografische Fehler
- Erkennung von Buchstabenfolgen (auch Zeichenketten, engl. strings), die nicht zum Wortbestand der aktuellen Sprache gehören. Beispiele für das Wort Fehler: Feler (Auslassung), Fehlet (Ersetzung), Fehlwer (Einfügung), Fehelr (Vertauschung)

→ Dieser Fall lässt sich mit relativ einfachen Mitteln korrigieren. Das Korrekturprogramm vergleicht Zeichenketten, die nicht im Wörterbuch gefunden werden können, mit den Wörterbucheinträgen und wählt diejenigen als Korrekturvorschläge, die der fehlerhaften Zeichenkette (dem Wort) am ähnlichsten sind. Die Editierdistanz (auch Levenshtein-Distanz) zwischen der fehlerhaften Sequenz und dem Korrekturvorschlag ist minimal, das heißt, dass das fehlerhafte Wort mit möglichst wenigen Änderungen in den Korrekturvorschlag überführt werden kann.
Weiteres Beispiel: 
- Fehlerhaftes Wort: Libe; im Lexikon: Liebe, Leib. Levenshtein-Distanzen: für Liebe: 1 (eine Auslassung), für Leib: 2 (zwei Vertauschungen) → Erster Korrekturvorschlag: Liebe

Wenn die automatische Rechtschreibprüfung ein falsches Wort vorschlägt und dieses dann auch übernommen wird, spricht man auch vom Cupertino-Effekt.

### Grammatikalische Fehler
- Erkennung von Wörtern, die zwar existieren, aber in dieser Verwendung zu einem grammatikalischen Fehler führen. Beispiel: Mach deinen Buch zu.

→ Dieser Fall kann durch eine reine, wortbezogene Rechtschreibprüfung nicht gefunden werden, wohl aber durch eine grammatikalische Prüfung des Satzes, da hier ein Possessivartikel im Maskulinum („deinen“) auf ein Neutrum („Buch“) angewendet wird.

### Semantische Fehler
- Wörter, die zwar existieren, aber im falschen Kontext stehen. Beispiel: Der Hammer frisst Gras.

→ Dieser Fall wird durch die ersten beiden Korrekturmaßnahmen nicht gefunden. Hier wäre eine semantische Prüfung des Textes notwendig; eine Funktionalität, die in herkömmlichen Textverarbeitungsprogrammen nicht enthalten ist.

### Komposita
Schwierigkeiten ergeben sich ferner insbesondere bei deutschen Texten durch zusammengesetzte Wörter. Um die Quote der zu Unrecht als fehlerhaft deklarierten Ausdrücke nicht zu hoch werden zu lassen, akzeptieren moderne Rechtschreibprogramme auch Zusammensetzungen, die nicht in Standardwörterbüchern stehen (z. B. „Bildungsmisere“). Ein Nachteil dieses Verfahrens ist, dass teilweise auch semantisch unsinnige Zusammensetzungen (z. B. „Fordergrund“, „Hautnachrichten“) nicht mehr als Fehler ausgewiesen werden.